# Pierre Pronost
Per Pronost (en breton), né à Tréflez (Finistère) en 1861, mort à Brest en 1909, est un auteur de langue bretonne et de langue française.  
Tour-à-tour sergent lors de la campagne du Tonkin et journaliste au Courrier du Finistère, il fonde un journal bilingue, l'Espérance bretonne, qui paraît jusqu'en 1902.  
Auteur de poèmes délicats et chrétiens en langue bretonne. Membre du Gorsedd en 1903.  

## Œuvres
- Annaïk, Lili ha Roz-Gouez (en breton), Brest, P. Gadreau, 1902
- Illusions printanières, lys et églantines (en français), Carhaix, imprimerie du peuple, 1909